# Fabless

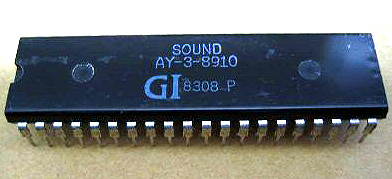
Fig.1 Circuit Integrat

Fabless (mot anglès que significa sense fabricació) és el que es diu d'una empresa d'electrònica quan no té fabricació pròpia de circuits integrats. Aquesta fabricació la subcontracta o externalitza a altres empreses per qüestions de cost o d'eficiència. Llavors una empresa fabless es pot centrar en la tasca de recerca i desenvolupament.
Una empresa electrònica que no sigui fabless ( també anomenada foundry), incorpora també tasques de fabricació i processament del material bàsic del món electrònic, com ara oblies de silici.
Existeixen empreses d’altres sectors de l'economia, principalment del disseny industrial, que també són fabless, com ara Schüco en murs cortina.

## Principals empreses fabless
Informació de l'any 2016:
| Posició | Empresa  | Central  | Sector        |
| ------- | -------- | -------- | ------------- |
| 1       | Qualcomm | EUA      | Comunicacions |
| 2       | Broadcom | Singapur | Comunicacions |
| 3       | Mediatek | Taiwan   | Comunicacions |
| 4       | Apple    | EUA      | Comunicacions |
| 5       | Nvidia   | EUA      | Gràfics       |

## Principals empreses NOfablessofoundries
Informació de l'any 2016:
| Posició | Empresa | Central       | Sector            |
| ------- | ------- | ------------- | ----------------- |
| 1       | Intel   | EUA           | Microcontroladors |
| 2       | Samsung | Corea del Sud | Microcontroladors |
| 3       | TSMC    | Taiwan        | Microcontroladors |
| 4       | Hynix   | Corea del Sud | Memòries          |
| 5       | Micron  | EUA           | Memòries          |
| 6       | TI      | EUA           | Microcontroladors |
| 7       | Toshiba | Japó          | Divers            |
| 8       | NXP     | Europa        | Divers            |